# Geranium kashmirianum
Geranium kashmirianum là một loài thực vật có hoa trong họ Mỏ hạc. Loài này được B.L.Sapru & S.K.Raina mô tả khoa học đầu tiên năm 1986.